# Carúncula lacrimal
A carúncula lacrimal (ou caruncula lacrimalis), é o pequeno nódulo globular rosa, no canto interno (ou canto medial) do olho. É constituído de pele que cobre glândulas sebáceas e sudoríparas.
Com alergias oculares, a carúncula lacrimal e a prega semilunar da conjuntiva podem ficar inflamados e pruriginosos devido à liberação de histamina no tecido e no filme lacrimal.

## Imagens adicionais

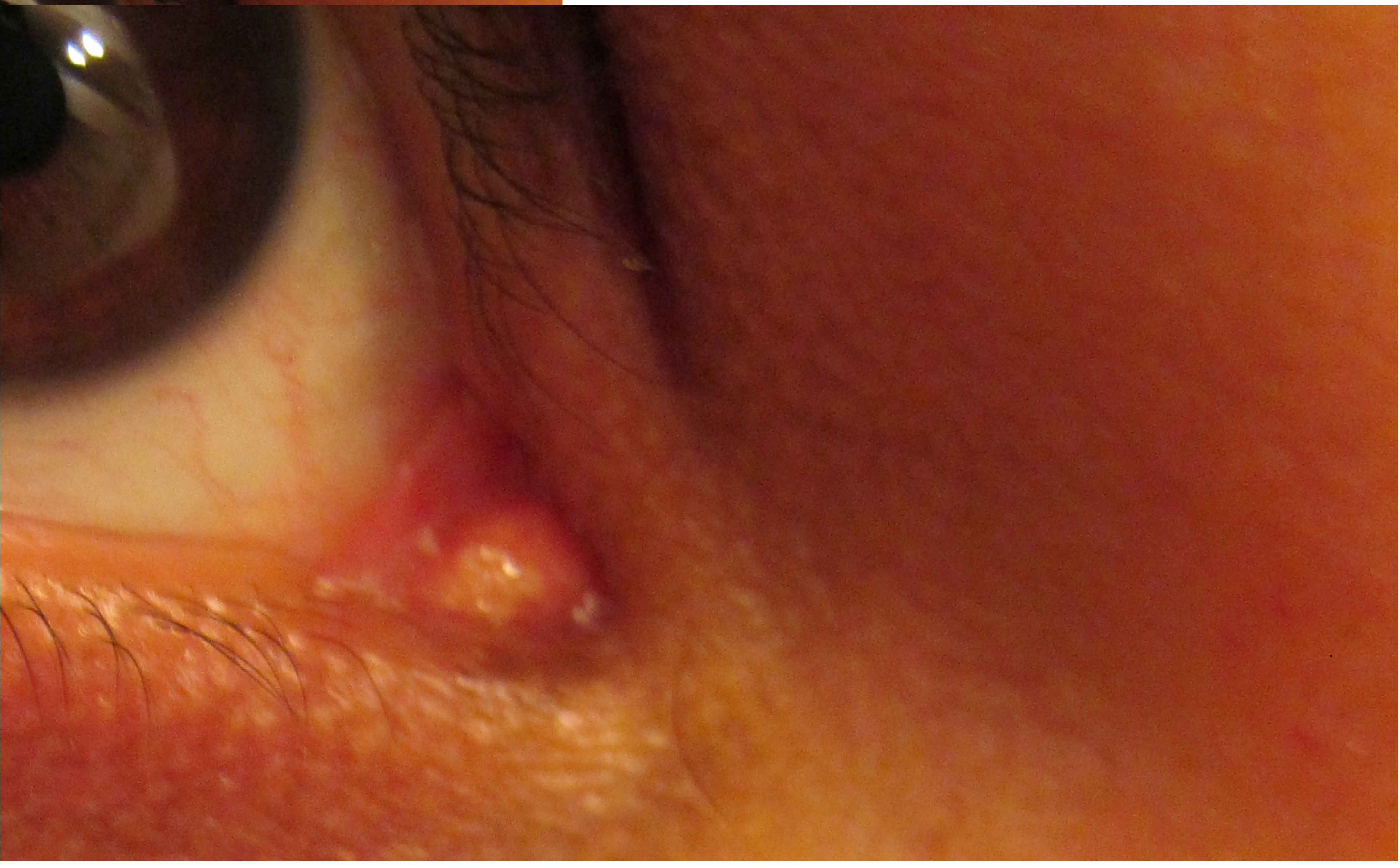
Pequena lesão branca na carúncula lacrimal, provavelmente um cisto